# 斩首行动

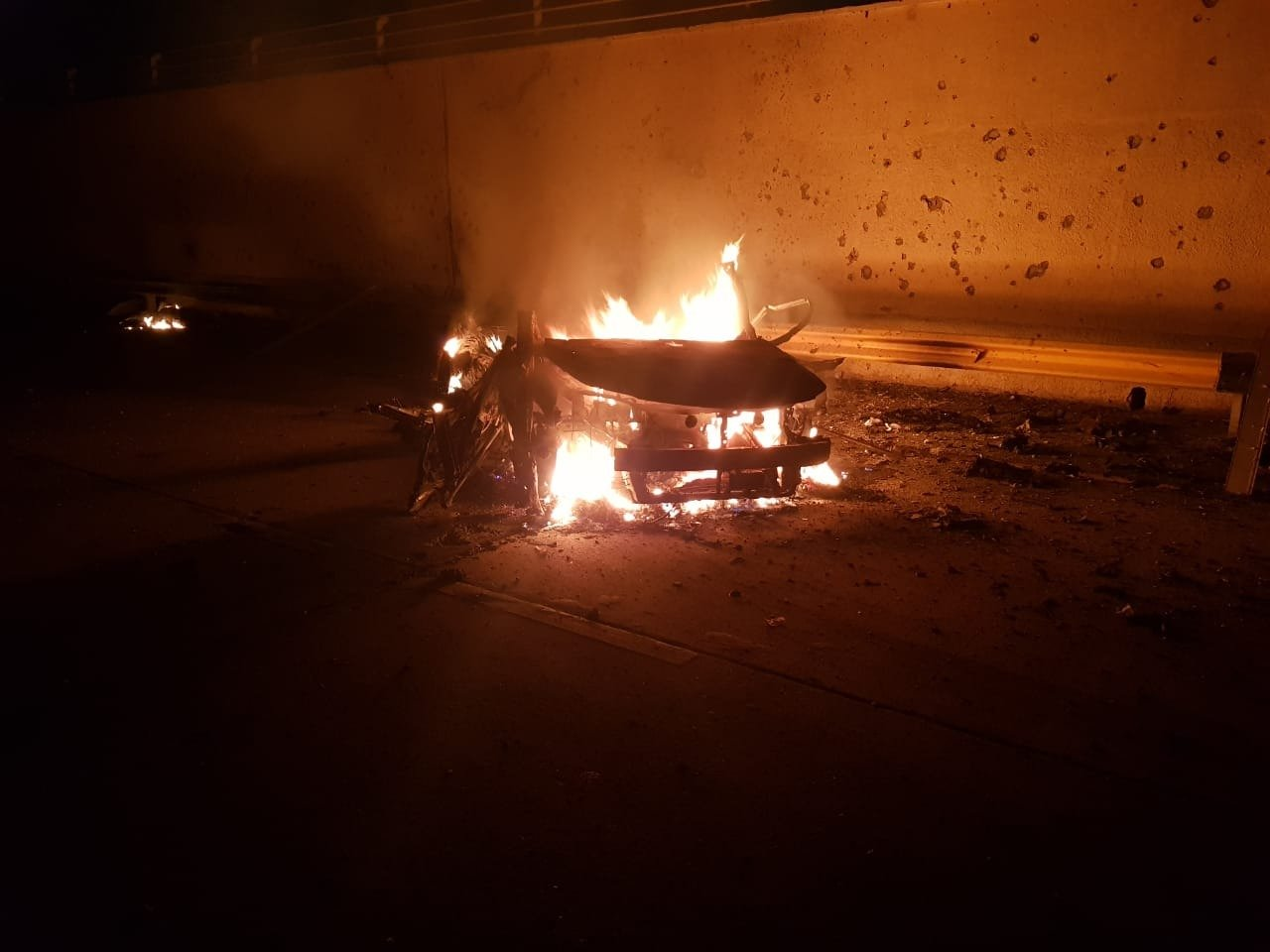
2020年1月3日美军针对卡西姆·蘇萊曼尼的斩首行动，苏莱曼尼和陪同的多位军官当场阵亡

斩首行动（英語：Decapitation），是一种為直接消除敌对政府或团体的领导、是特種作戰的一種，具體是針對指挥控制人物、指挥控制機關而採取的軍事戰略。

## 在核战争中
在核战争理论中，斩首行动是一种一次打击策略，這樣做的目的是摧毀对手的军事和政治領導層，並達到削弱或摧毁對手二次打击的能力。
應對斬首行動的方法有以下幾點：
- 在緊急時刻不要讓政治领导層和军事领导層聚集在一處。
- 在发生斩首攻击时，讓一些更低一級的軍事指挥官掌握洲際彈道飛彈/ 潜射弹道导弹發射的決策權。 [5]

一旦斩首行动失敗，对手有可能立即展開核報復。另外许多拥核国家為防止遭到斩首行動的打击，专门制定了二次打击的計劃。

## 常规战争、暗杀和恐怖主义行为
常規戰爭中也有國家採取斬首行動。一些國家會派人暗杀一个政府的领导层或一个国家的高級王室成員。
另外有國家派出無人航空載具去攻擊恐怖分子和叛乱组织的負責人。不過派無人機空袭未必能杀死预定目标。另外即使派無人機殺死一個團體的負責人後能否削弱這個團體的實力，学术界也意见不一。